# James Watson
För andra betydelser, se James Watson (olika betydelser).
James Dewey Watson, född 6 april 1928 i Chicago, Illinois, är en amerikansk medicinsk forskare, en av upptäckarna av DNA-molekylens struktur. Han var chef för Cold Spring Harbor Laboratory i delstaten New York, men lämnade den posten den 25 oktober 2007 efter stark kritik av uttalanden han gjort vilka kritikerna menade var rasistiska .

## Biografi
Watson tog en kandidatexamen (B.Sc.) i zoologi vid University of Chicago 1947 och en doktorsexamen (Ph.D.) vid Indiana University i Bloomington år 1950, varefter han begav sig till Köpenhamn för vidare studier.
År 1952 började Watson vid Cavendish Laboratory vid universitetet i Cambridge, där han mötte Francis Crick. Med hjälp av bland annat Rosalind Franklins resultat från röntgendiffraktionsexperiment föreslog de en dubbelhelix-struktur för DNA, som de publicerade i tidskriften Nature år 1953. Tillsammans med Maurice Wilkins belönades de 1962 med Nobelpriset i fysiologi eller medicin för sina upptäckter. År 1960 tilldelades han Albert Lasker Basic Medical Research Award och 1993 Copleymedaljen.
År 1988 utsågs Watson till ledare för Human Genome Project vid USA:s National Institutes of Health, en befattning som han behöll till 1992.
Watson har ofta uppmärksammats för sina ställningstaganden i olika politiska och religiösa frågor. I framförallt USA har hans åsikter ofta betraktats som kontroversiella. Han är en uttalad ateist liksom förespråkare av genmodifierade grödor, vars fördelar han anser vida överstiga eventuella miljörisker. Han har bland annat sagt att de flesta argument mot genmodifiering är ovetenskapliga och irrationella.
James Watson promoverades till medicine hedersdoktor till Carl von Linnés minne vid Uppsala universitets Linnépromotion den 26 maj 2007.

## Utmärkelser
- Albert Lasker Basic Medical Research Award,  1960[14]
- Nobelpriset i fysiologi eller medicin, med  Francis Crick och Maurice Wilkins,  1962[15][16][1]
- Guggenheimstipendiet,  1965[17]
- John J. Carty-priset för framsteg inom vetenskapen,  1971
- Presidentens frihetsmedalj,  1977[18]
- Utländsk ledamot av Royal Society,  9 april 1981[19]
- Guggenheimstipendiet,  1983[17]
- EMBO-medlemskap
- Copleymedaljen,  1993[20]
- Lomonosov-guldmedaljen,  1994[21]
- National Medal of Science,  1997[22]
- Masarykuniversitetets guldmedalj,  1998[23]
- Mendel Medal,  2000[24]
- Philadelphia Liberty-medaljen,  2000
- Gairdner Foundation International Award,  2002
- Kommendör av 1 klass av Brittiska imperieorden,  2002[25]
- Othmer Gold Medal,  2005[26]
- Hedersdoktor vid Universitat Autònoma de Barcelona,  24 maj 2005[27]
- Hedersdoktor vid Hofstra University
- Karl Landsteiner Memorial Award

[Redigera Wikidata]